# Плюскаловцы
Плюска́ловцы (бел. Плюскалаўцы) — деревня в Берестовицком районе Гродненской области Белоруссии.
Входит в состав Берестовицкого сельсовета.
Расположена в южной части района на правом берегу реки Берестовичанка. Расстояние до районного центра Большая Берестовица по автодороге — 2,5 км и до железнодорожной станции Берестовица — 10 км (линия Мосты — Берестовица). Ближайшие населённые пункты — Иодичи, Хмелиско, Шелепки. Площадь занимаемой территории составляет 0,3736 км², протяжённость границ 3499 м.

## История
Плюскаловцы отмечены на карте Шуберта (середина XIX века). На 1845 год числились как деревня в составе Гродненского уезда Гродненской губернии, приписанная к фольварку Большая Берестовица, часть одноимённого имения, принадлежавшего Л. Коссаковской. Насчитывали 26 хозяйств и 210 жителей. В 1864 году — 37 хозяйств и 166 жителей, 296 десятин земли. В 1890 году в составе Велико-Берестовицкой волости, имели 464 десятины земли. По описи 1897 года значились 44 двора с 373 жителями, зерновая лавка. В 1905 году 372 жителя. На 1914 год — 413. С августа 1915 по 1 января 1919 года входили в зону оккупации кайзеровской Германии. Затем, после похода Красной армии, в составе ССРБ. В феврале 1919 года в ходе советско-польской войны заняты польскими войсками, а с 1920 по 1921 год войсками Красной Армии.
После подписания Рижского договора, в 1921 году Западная Белоруссия отошла к Польской Республике и деревня была включена в состав новообразованной сельской гмины Велька-Бжостовица Гродненского повета Белостокского воеводства. В 1924 году насчитывала 31 дым (двор) и 182 души (85 мужчин и 97 женщин). Из них 11 католиков и 171 православный; 11 поляков и 171 белорус.
В 1939 году, согласно секретному протоколу, заключённому между СССР и Германией, Западная Белоруссия оказалась в сфере интересов советского государства и её территорию заняли войска Красной армии. В 1940 году деревня вошла в состав новообразованного Большеберестовицкого сельсовета Крынковского района Белостокской области БССР. С июня 1941 по июль 1944 года оккупирована немецкими войсками. Деревня потеряла 17 жителей, погибших на фронте и в партизанской борьбе. С 20 сентября 1944 года в Берестовицком районе. 16 июля 1954 года включена в состав Иодичского сельсовета. В 1959 году насчитывала 337 жителей. С 25 января 1962 года по 30 июля 1966 входила в состав Свислочского района. В 1970 году насчитывался 281 житель. С 11 февраля 1972 года в Берестовицком поселковом, а с 19 января 1996 года в сельском, советах. На 1998 год насчитывала 57 дворов и 103 жителя, магазин. До 26 июня 2003 года входила в состав колхоза «Красный Октябрь» (бел. Чырвоны Кастрычнік).

## Население
| 1845 | 1864 | 1897 | 1905 | 1914 | 1924 | 1959 | 1970 | 1998 | 1999 | 2009 | 2015 |
| ---- | ---- | ---- | ---- | ---- | ---- | ---- | ---- | ---- | ---- | ---- | ---- |
| 210  | 166  | 373  | 372  | 413  | 182  | 337  | 281  | 103  | 93   | 71   | 60   |

## Транспорт
Через деревню проходит автодорога местного значения Н6254 Большая Берестовица—Плюскаловцы—Шелепки.